# Chalarus juliae
Chalarus juliae är en tvåvingeart som beskrevs av Jervis 1992. Chalarus juliae ingår i släktet Chalarus och familjen ögonflugor.
Artens utbredningsområde är Frankrike. Arten är reproducerande i Sverige. Inga underarter finns listade i Catalogue of Life.